# Freaky Styley
Freaky Styley és el segon àlbum del grup de funk rock Red Hot Chili Peppers que sortí el 1985 editat per EMI Records i amb el retorn del guitarrista original de la banda Hillel Slovak. El disc va produir quatre singles: "Jungle Man", "American Ghost Dance", "Catholic School Girls Rule", and "Hollywood (Africa)".
El disc va ser produït per George Clinton membre del grup de funk Parliament-Funkadelic (una de les grans influències dels Peppers). Amb Clinton van aconseguir el so que estaven buscant i que no havien aconseguit en el seu primer disc. Malgrat la poca atenció que li va donar la crítica al disc i no ser cap èxit comercial el disc és considerat com un dels millors discos de la banda pels fans que els van conèixer en els seus inicis.

## Llista de cançons
1. "Jungle Man" (Flea, Kiedis, Martinez, Slovak) – 4:09
2. "Hollywood (Africa)" (The Meters) – 5:03
3. "American Ghost Dance" (Flea, Kiedis, Martinez, Slovak) – 3:51
4. "If You Want Me to Stay" (Sly and the Family Stone) – 4:07
5. "Nevermind" (Flea, Kiedis, Irons, Slovak) – 2:47
6. "Freaky Styley" (Flea, Kiedis, Martinez, Slovak) – 3:39
7. "Blackeyed Blonde" (Flea, Kiedis, Martinez, Slovak) – 2:40
8. "The Brothers Cup" (Flea, Kiedis, Martinez, Slovak) – 3:27
9. "Battleship" (Flea, Kiedis, Martinez, Slovak) – 1:53
10. "Lovin' and Touchin'" (Flea, Kiedis, Martinez, Slovak) – 0:36
11. "Catholic School Girls Rule" (Flea, Kiedis, Martinez) – 1:55
12. "Sex Rap" (Flea, Kiedis, Irons, Slovak) – 1:54
13. "Thirty Dirty Birds" (Flea, Kiedis, Martinez, Slovak) – 0:14
14. "Yertle the Turtle" (Flea, Kiedis, Martinez, Slovak) – 3:46

Bonus tracks de la versió remasterizada del 2003
1. "Nevermind" (demo) (Flea, Kiedis, Irons, Slovak) – 2:17
2. "Sex Rap" (demo) (Flea, Kiedis, Irons, Slovak) – 1:37
3. "Freaky Styley" (original long version) (Flea, Kiedis, Martinez, Slovak) – 8:49
4. "Millionaires Against Hunger" (Flea, Kiedis, Martinez, Slovak) – 3:28